# Lemna yungensis
Lemna yungensis är en kallaväxtart som beskrevs av Elias Landolt. 
Lemna yungensis ingår i andmatssläktet och familjen kallaväxter. Inga underarter finns listade.